# Jan Kryštof z Rottalu
Jan Kryštof svobodný pán z Rottalu (německy Johann Christoph Freiherr von Rottal, 1635–1699) byl moravský šlechtic z rodu Rottalů. 

## Život

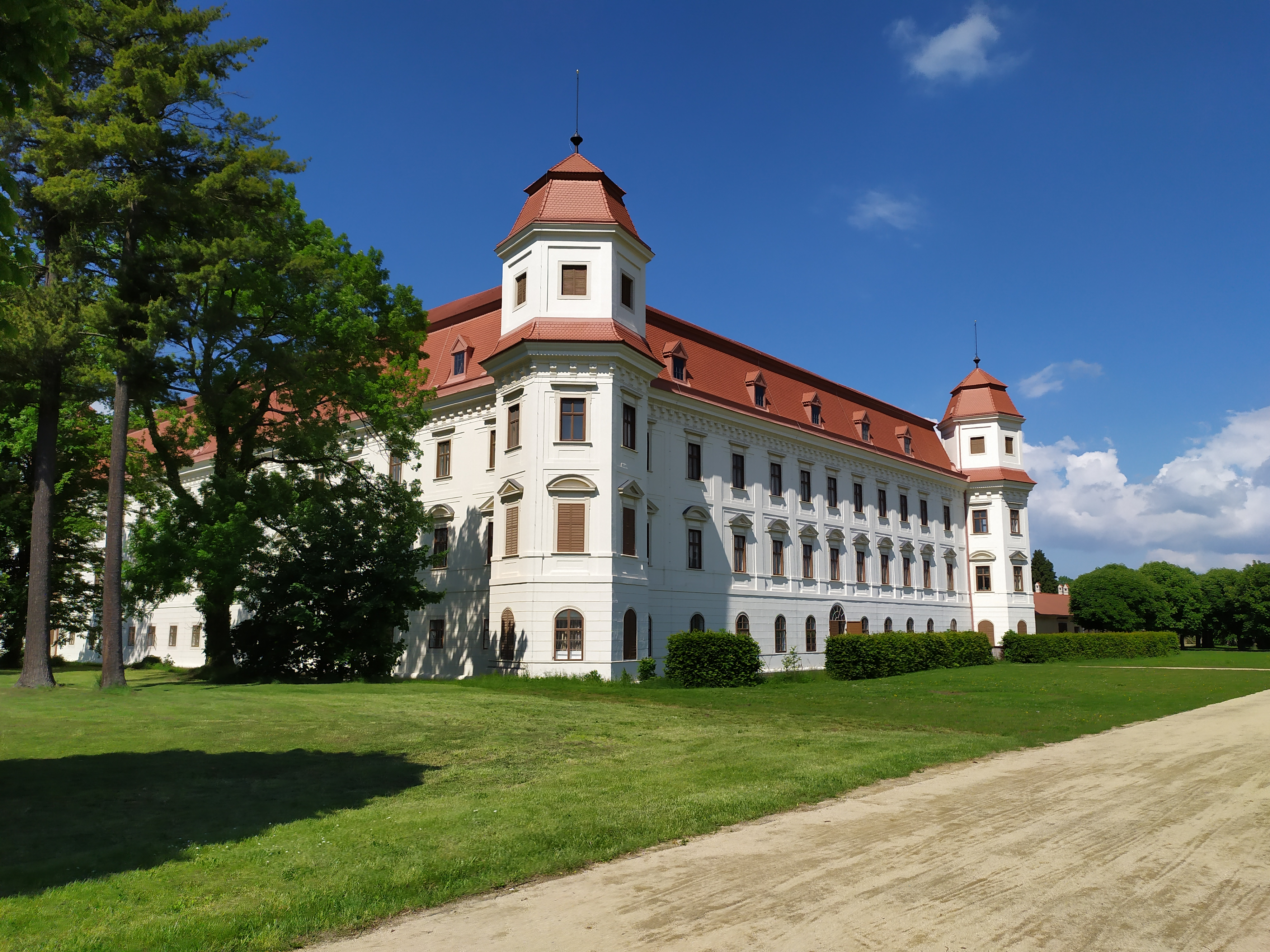
Zámek Holešov, hlavní sídlo Rottalů

Narodil se jako syn Jiřího Julia z Rottalu a jeho manželky Eleonory Gallerové ze Schwanbergu.
Jan Kryštof sloužil jako c.k. tajný rada a vládní rada v Dolních Rakousích. 
S bratrem Juliem Vilémem (1637–1699) zdědil velký majetek po vzdáleném bohatém příbuzném, moravském zemském hejtmanu, hraběti Janu Antonínovi z Rottalu (1605-1674). Jan Kryštof získal dvě třetiny a Julius Vilém jednu třetinu moravského rodového majetku. Jan Kryštof následně na svém dílu se svolením císaře Leopolda I. zřídil svěřenský fond sestávající z panství Bystřice pod Hostýnem, Holešov a dalších. Majetek v severních Čechách (Horní Beřkovice) v roce 1676 bratři prodali a vídeňský palác drželi společně. Podobně jako Jan Kryštof vytvořil Julius Vilém v roce 1699 fideikomis, složený z panství Kvasice, Napajedla a Tlumačov. 
V letech 1689–1690 nechal Jan Kryštof v Holešově vybudovat pivovar se sladovnou.
Jan Kryštof svým dědicem určil syna Jana Zikmunda, po němž majetek zdědil vzdělaný a uměnímilovný František Antonín z Rottalu (1717 - 1762), který raně barokní zámek v Holešově nechal upravit ve stylu vrcholného a pozdního baroka a provozoval zde svou dvorní kapelu. Zaměstnával mnoho hudebníků pro italskou operu, zejména skladatele a dirigenta Ignaze Holzbauera. 

### Manželství a rodina
Jan Kryštof z Rottalu byl dvakrát ženatý. Jeho první manželkou byla Marie Isabela, rozená z Eibiswaldu. Manželé měli syny Jana Zikmunda (mezi roky 1645 a 1689 – 1717), který se stal dědicem majetku a mladšího Jana Josefa (* 1675). Jeho druhou manželkou se stala Marie Zuzana hraběnka z Kuefsteinu (1647–1716), s níž měl dceru Marii Antonii (1687–1761), provdanou za Františka Karla Kotulinského z Kotulína (1674–1748).